# Spanyolország az 1956. évi téli olimpiai játékokon
Spanyolország az olaszországi Cortina d’Ampezzóban megrendezett 1956. évi téli olimpiai játékok egyik részt vevő nemzete volt. Az országot az olimpián 3 sportágban 9 sportoló képviselte, akik érmet nem szereztek.

## Alpesisí
Férfi
| Versenyző           | Versenyszám      | 1. futam | 1. futam | 2. futam | 2. futam | Összesítés | Összesítés |
| Versenyző           | Versenyszám      | Idő      | Hely.    | Idő      | Hely.    | Idő        | Helyezés   |
| ------------------- | ---------------- | -------- | -------- | -------- | -------- | ---------- | ---------- |
| Luis Arias          | Műlesiklás       | 1:51,7   | 39.      | 2:21,1   | 32.      | 4:12,8     | 31.        |
| Luis Arias          | Óriás-műlesiklás |          |          |          |          | 3:47,1     | 53.        |
| Luis Molné          | Lesiklás         |          |          |          |          | 4:08,9     | 37.        |
| Luis Molné          | Műlesiklás       | 2:45,5   | 58.      | 3:07,5   | 56.      | 5:53,0     | 56.        |
| Luis Molné          | Óriás-műlesiklás |          |          |          |          | kizárták   | kizárták   |
| Jaime Talens        | Lesiklás         |          |          |          |          | kizárták   | kizárták   |
| Jaime Talens        | Műlesiklás       | 2:25,7   | 55.      | 2:38,5   | 48.      | 5:04,2     | 52.        |
| Jaime Talens        | Óriás-műlesiklás |          |          |          |          | 4:52,2     | 83.        |
| Francisco Viladomat | Lesiklás         |          |          |          |          | 4:02,1     | 36.        |
| Francisco Viladomat | Műlesiklás       | kizárták | kizárták | kiesett  | kiesett  | kiesett    | kiesett    |
| Francisco Viladomat | Óriás-műlesiklás |          |          |          |          | 4:08,7     | 68.        |

* - egy másik versenyzővel azonos eredményt ért el

## Bob
| Versenyző                                                                        | Versenyszám | 1. futam | 1. futam | 2. futam | 2. futam | 3. futam | 3. futam | 4. futam | 4. futam | Összesítés | Összesítés |
| Versenyző                                                                        | Versenyszám | Idő      | Hely.    | Idő      | Hely.    | Idő      | Hely.    | Idő      | Hely.    | Idő        | Helyezés   |
| -------------------------------------------------------------------------------- | ----------- | -------- | -------- | -------- | -------- | -------- | -------- | -------- | -------- | ---------- | ---------- |
| Alfonso de Portago Vicente Sartorius y Cabeza de Vaca                            | Kettes      | 1:24,81  | 7.       | 1:23,77  | 3.*      | 1:24,03  | 3.       | 1:24,99  | 5.       | 5:37,60    | 4.         |
| Alfonso de Portago Vicente Sartorius y Cabeza de Vaca Gonzalo Taboada Luis Muñoz | Négyes      | 1:18,87  | 7.       | 1:19,27  | 10.      | 1:21,37  | 17.      | 1:19,98  | 6.       | 5:19,49    | 9.         |

* - egy másik csapattal azonos eredményt ért el

## Műkorcsolya
| Versenyző      | Versenyszám  | Kötelező elemek   | Kötelező elemek | Kűr               | Kűr   | Összesítés                     | Összesítés                     | Összesítés                     | Összesítés                     | Összesítés                     | Összesítés                     | Összesítés                     | Összesítés                     | Összesítés                     | Összesítés        | Összesítés  | Összesítés | Összesítés |
| Versenyző      | Versenyszám  | Kötelező elemek   | Kötelező elemek | Kűr               | Kűr   | Helyezési pontszámok bírónként | Helyezési pontszámok bírónként | Helyezési pontszámok bírónként | Helyezési pontszámok bírónként | Helyezési pontszámok bírónként | Helyezési pontszámok bírónként | Helyezési pontszámok bírónként | Helyezési pontszámok bírónként | Helyezési pontszámok bírónként | Több. hely. száma | Hely. össz. | Pont       | Helyezés   |
| Versenyző      | Versenyszám  | Több. hely. száma | Hely.           | Több. hely. száma | Hely. | 1                              | 2                              | 3                              | 4                              | 5                              | 6                              | 7                              | 8                              | 9                              | Több. hely. száma | Hely. össz. | Pont       | Helyezés   |
| -------------- | ------------ | ----------------- | --------------- | ----------------- | ----- | ------------------------------ | ------------------------------ | ------------------------------ | ------------------------------ | ------------------------------ | ------------------------------ | ------------------------------ | ------------------------------ | ------------------------------ | ----------------- | ----------- | ---------- | ---------- |
| Darío Villalba | Férfi egyéni | 6×14+             | 14.             | 9×16+             | 16.   | 14,0                           | 13,0                           | 14,0                           | 14,0                           | 16,0                           | 14,0                           | 13,0                           | 16,0                           | 14,0                           | 7×14+             | 128,0       | 1145,70    | 14.        |